# Народный фронт освобождения Азавада
Народный Фронт Освобождения Азавада (фр. Front Populaire de Libération de l’Azawad) — одна из множества вооруженных повстанческих группировок, принимавших участие в Туарегском восстании на севере Мали с 1990 по 1995 годы.
В январе 1991, правительство Мали устроило в Таманрассете встречу с двумя наиболее крупными повстанческими группировками, дабы договориться о прекращении огня. Несмотря на это, Народный Фронт отверг достигнутые в Таманрассете договорённости и продолжил свою деятельность. 26 марта 1991 правительство Мали было свергнуто в результате военного переворота, и в стране установилась многопартийная демократия. В декабре 1991 Народный Фронт вошёл в состав Объединённых Фронтов и Движений Азавада (MFUA), совместно с данной организацией подписав Национальный пакт о мире. Дальнейшие соглашения между группами повстанцев и правительством были подписаны в 1992 и 1995, способствуя подавлению восстания.